# Armand Molinetti
Armand Molinetti (* 6. Oktober 1913 in Nizza; † 30. Mai 1982 in Avallon) war ein französischer Jazz- und Unterhaltungsmusiker (Schlagzeug, auch Komposition). Er galt in den 1940er- und 1950er-Jahren als ein Showman-Trommler, der sich perfekt mit der militärischen Trommeltechnik auskannte.

## Wirken
Armand Molinetti spielte 1936 bei Fred Adison, Wal-Berg, Ben Horris und als Begleiter von Charles Trenet. Während der Besatzung Frankreichs durch Nazideutschland war er in den Bigbands von Alix Combelle, Raymond Legrand, Raymond Wraskoff, Michel Warlop, Maceo Jefferson, Noël Chiboust, Léo Chauliac, Hubert Rostaing, Camille Sauvage und Jacques Hélian tätig; außerdem trat er in Orchestern auf, die in Kinos auf den Champs-Élysées spielten, wo etwa Jacques Météhens aus 26 Musikern bestehendes Orchester vor dem Film als Attraktion auftrat, des Weiteren im Gaumont Palace am Place Clichy und im Rex auf den Grand Boulevards.
Im Juli 1942 hatte Molinetti Gelegenheit, zwei Titel für das Label Swing einzuspielen. Außerdem wirkte er bei Aufnahmen der Formationen von Grégor et ses Grégoriens, Les Chaussettes Noires (mit Christian Garros, unter dem Pseudonym „Jimmy Moroney“ Georges Arvanitas,  Georges Grenu, Pierre Cullaz), Harry Cooper und Les Chats Sauvages mit. Unter eigenem Namen legte Molinetti die Singles „Les yeux noirs“ / „Le Blues de Clelia“ (Odeon, mit Gérard Badini, Bernard Peiffer, Jean Girardot) und „T’en veux un bout?“/ „Lazzarelle“ vor. In der Nachkriegszeit spielte er außerdem mit Chico Cristobal, Don Byas, Roy Eldridge, Matcel Bianchi, den Sidney Bechet All Stars („Petite fleur“), Léo Souris, Benny Vasseur, Martial Solal und Maxim Saury. Im Bereich des Jazz war er laut Tom Lord zwischen 1936 und 1969 an 82 Aufnahmesessions beteiligt. Molinetti wurde bei einem Autounfall getötet.
Laut Georges Paczynski galt Armand Molinetti als ein berühmter und von allen bewunderter Schlagzeuger.